# Sexual Offences Act 1967
Sexual Offences Act 1967 är en lag som antagits av Storbritanniens parlament. Den legaliserade homosexuella handlingar i England och Wales, med förbehållet att de skedde med samtycke, privat och mellan två män som hade uppnått 21 års ålder. Lagen utvidgades till att omfatta Skottland genom Criminal Justice (Scotland) Act 1980 och till Nordirland genom Homosexual Crimes (Northern Ireland) Order 1982.

## Bakgrund
Homosexuellt umgänge mellan män hade varit ett brott i England och Wales sedan medeltiden. Före reformationen bestraffades den av kyrkliga domstolar; Buggery Act 1533 överförde jurisdiktionen till de kungliga domstolarna med påföljder som inkluderade döden. Med många revideringar förblev denna lagstiftning i kraft fram till antagandet av Offences Against the Person Act 1828, eller "Lord Lansdowne's Act", som behöll dödsstraff som en möjlig påföljd för brottet. Under den viktorianska eran ändrades straffen till att bli mildare men också mer verkställbara: Offences Against the Person Act 1861 avskaffade dödsstraffet, medan Labouchere-tillägget från 1885 kriminaliserade all homosexuell aktivitet mellan män förutom analt samlag. Det fanns aldrig något uttryckligt förbud mot homosexuellt umgänge mellan kvinnor.
Under 1950-talet ökade antalet åtal mot homosexuella män och flera välkända personer dömdes. Regeringen inrättade en kommitté ledd av John Wolfenden för att se över lagarna om homosexualitet. År 1957 publicerade kommittén Wolfenden-rapporten, som rekommenderade avkriminalisering av homosexuella handlingar mellan män över 21 år. Ståndpunkten sammanfattades av kommittén på följande sätt: "Om inte samhället genom lagens förmedling avsiktligt försöker likställa brottets område med syndens, måste det finnas kvar ett område för privatmoral och osedlighet, vilket i korta och grova ordalag inte är lagens sak." Harold Macmillans regering agerade dock inte på dess rekommendationer på grund av rädsla för en allmän motreaktion.
Den 29 juni 1960 röstade underhuset, med en majoritet på 114 röster (99 ja mot 213 nej), mot en motion som stödde Wolfendenkommitténs rekommendationer.
Den offentliga debatten började förändras på grund av aktioner från intressegrupper, liksom effekten av Dirk Bogardes film Victim från 1961, som var den första stora produktionen som ens nämnde termen "homosexuell" och hade som huvudämne åtal mot homosexuella i Storbritannien, och hur detta uppmuntrade till utpressning. Den gjorde ämnet tillgängligt för en större del av allmänheten, och i dess kölvatten gick stödet för ett avskaffande av förbudet mot homosexuella till över 50 procent.

## Lagstiftning och debatt
Efter parlamentsvalet i Storbritannien 1964, där en Labourregering med knapp marginal valdes, blev ledamöterna i båda kamrarna i parlamentet alltmer positivt inställda till en lagändring. Den 26 maj 1965 lade Leo Abse fram ett lagförslag för att avkriminalisera samtyckande och privat sex mellan män över 21 år. Underhuset röstade ned förslaget vid första behandlingen med 178 nej-röster mot 159 ja-röster. Den lilla marginalen på bara nitton sågs som en betydande åsiktsförändring i underhuset.
Den 28 oktober 1965 antog överhuset med rösterna 96 mot 31 ett lagförslag om genomförande av rekommendationerna i Wolfendenrapporten. Lagförslaget, som hade lagts fram av den konservative ledamoten Lord Arran, stöddes av bland andra ärkebiskopen av Canterbury Michael Ramsey och många högt uppsatta medlemmar av engelska kyrkan. Lagförslaget lades därefter fram av den konservative parlamentsledamoten Humphry Berkeley i underhuset, där det godkändes i andra läsningen med siffrorna 164-107 den 11 februari 1966. Berkeley hade lagt till en bestämmelse som klargjorde att lagförslaget inte skulle omfatta Skottland, vilket övertygade vissa socialt konservativa skotska parlamentsledamöter att inte rösta emot. Behandlingen av lagförslaget avbröts av att parlamentet upplöstes inför valet 1966, vilket bland annat resulterade i att Berkeley förlorade sin plats. Labours avgörande seger ökade dock antalet parlamentsledamöter som sannolikt skulle stödja en avkriminalisering av homosexualitet.
Den 26 april 1966 lade Lord Arran fram the Sexual Offences Bill i överhuset, som antogs den 16 juni 1966 med rösterna 78 mot 60. Omedelbart därefter presenterade Leo Abse i underhuset Sexual Crimes (No. 2) Bill, en något modifierad version av Lord Arrans lagförslag. Efter att lagförslaget beviljats en första läsning med rösterna 244 mot 100 beslutade regeringen (som ansvarar för parlamentets arbete alla dagar utom fredagar) att tilldela ytterligare parlamentarisk tid till lagförslaget, eftersom det hade blivit klart att det fanns en majoritet för det.
Avkriminaliseringen av homosexualitet var en av flera liberala sociala reformer som antogs under Harold Wilsons regering 1966-1970 och den bredare utvecklingen mot ett "tillåtande samhälle". Andra reformer under denna tid var legaliseringen av abort samma år, uppluckringen av skilsmässolagarna och avskaffandet av teatercensur och dödsstraff. Dessa reformer kom till stånd tack vare flera separata kampanjer som gynnades av ett växande stöd från allmänheten och Labours stora majoritet, snarare än av centralregeringens ledning. Wilson själv hade ingen entusiasm för moralisk lagstiftning, men det fanns Labour-anhängare som stödde lagförslaget, däribland inrikesministern Roy Jenkins.
The Sexual Offences (No. 2) Bill antogs slutligen i underhuset den 4 juli med rösterna 99 mot 14 (en majoritet på 85)  och i överhuset den 13 juli med rösterna 111 mot 48 (en majoritet på 63 röster). Den fick kungligt godkännande den 27 juli och blev Sexual Offences Act 1967.
Förslaget legaliserade handlingar som uppfyllde villkoren för att vara mellan två samtyckande vuxna i enrum. Den gällde inte handelsflottan eller de väpnade styrkorna, och inte heller Skottland och Nordirland. År 1980 sade parlamentsledamoten David Steel: "Jag minns ett samtal med den dåvarande sponsorn av lagförslaget 1965, Humphry Berkeley, där jag frågade honom varför han föreslog att endast England och Wales skulle omfattas. Han var öppen med det. Han sade att lagförslaget diskuterades på en fredag och att om han tog med Skottland i det skulle de flesta av de skotska ledamöterna stanna kvar för att rösta emot det. Förmodligen var det ett klokt och sunt omdöme från hans sida". I likhet med Wolfenden-rapportens förslag fastställde lagförslaget åldern för samtycke för homosexuell aktivitet till 21 år, fem år högre än för heterosexuell aktivitet. Den tog inte bort brotten sodomi och grov oanständighet. Män kunde fortfarande åtalas för dessa brott om deras handlingar inte uppfyllde de stränga kraven i lagförslaget. För första gången differentierades dock maximistraffen beroende på varför den aktuella sexuella handlingen fortfarande var olaglig: om det saknades samtycke, om ålderskravet inte var uppfyllt eller om handlingen inte ägde rum i enrum.

### Attityder till avkriminalisering

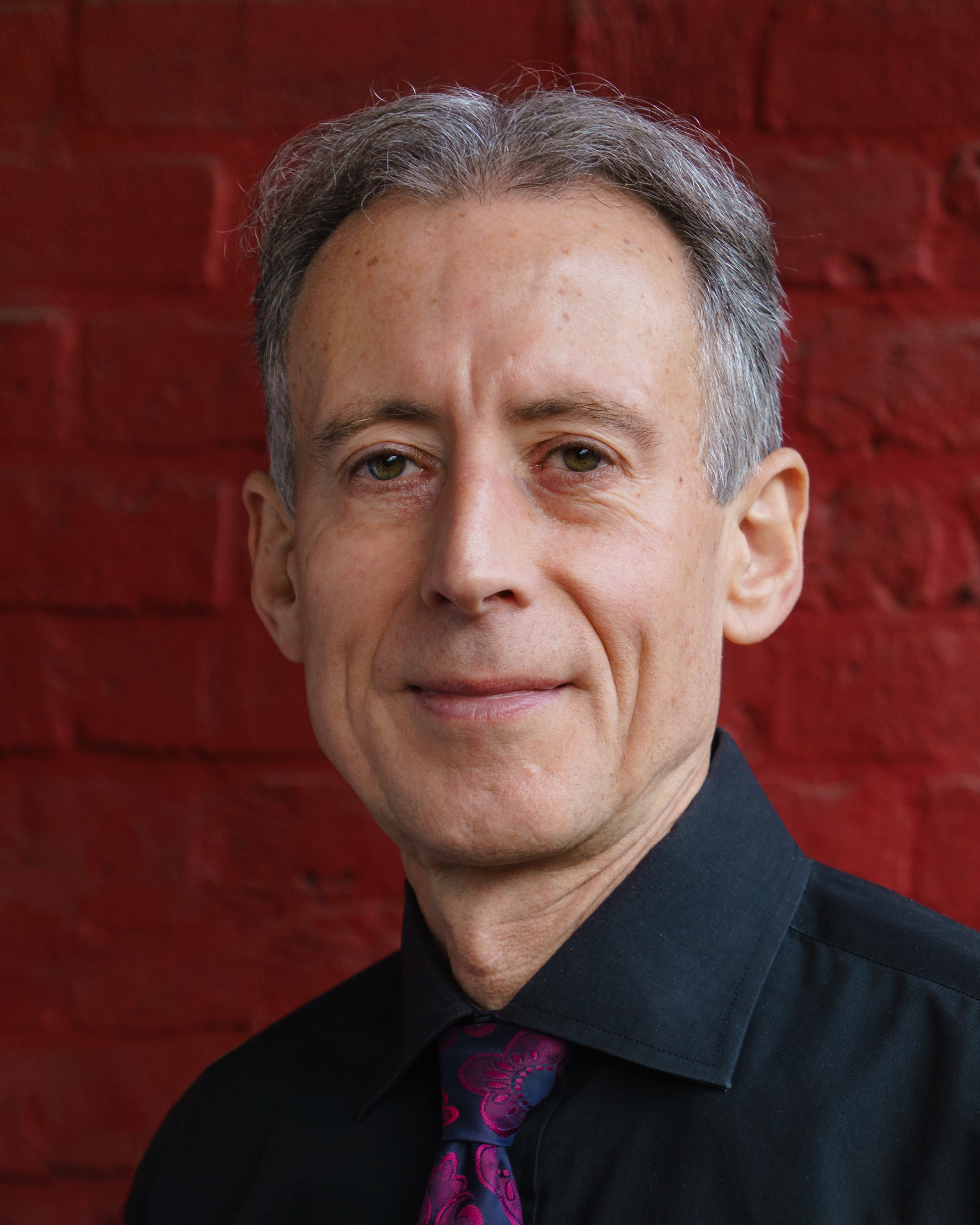
HBTQI+ förkämpen Peter Tatchell

Enligt gayaktivisten Peter Tatchell kan missnöjet mot lagförslaget sammanfattas med earlen av Dudleys uttalande den 16 juni 1966 att "[homosexuella] är de mest motbjudande människorna i världen ... Fängelset är en alldeles för bra plats för dem; Faktum är att det är en plats som många av dem tycker om att åka till – av uppenbara skäl." Inte ens förespråkarna för lagförslaget tolererade homosexualitet, utan hävdade istället att det inte låg inom strafflagens ansvar att straffa homosexuella män, som redan var föremål för förlöjligande och hån. Roy Jenkins fångade regeringens inställning: "de som lider av detta handikapp bär på en stor tyngd av skam hela livet" (citerat under parlamentsdebatten av The Times den 4 juli 1967). Efter att den hade antagits sa Lord Arran: "Jag ber dessa [homosexuella] att visa sin tacksamhet genom att uppföra sig lugnt och med värdighet ... Varje form av uppseendeväckande beteende nu eller i framtiden eller någon form av offentligt skrytande skulle vara ytterst osmakligt ... [Och] få sponsorerna av detta lagförslag att ångra att de hade gjort vad de hade gjort".

### Politiska partier
Lagförslaget som så småningom skulle bli Sexual Offences Act 1967 hade tolv sponsorer, varav sex tillhörde Labourpartiet (Leo Abse, Michael Foot, John Horner, Charles Pannell, George Strauss, Eric Varley), fem från de konservativa (Hugh Fraser, Ian Gilmour, Peter Rawlinson, Norman St. John-Stevas och Richard Wood) och en från liberalerna (Jo Grimond).
På alla stadier i lagförslaget kom de flesta rösterna för det från Labours och liberala parlamentsledamöter, medan de flesta rösterna mot det kom från konservativa parlamentsledamöter. Icke desto mindre skar stödet för lagförslaget genom partileden, med framstående konservativa Margaret Thatcher och Enoch Powell som stödde lagförslaget under de två första behandlingarna. Koalitionen som var för lagförslaget beskrevs senare som "en kombination av gaitskelliter och framtida Thatcheranhängare".

### Opinionsundersökningar
År 1965 visade en opinionsundersökning beställd av Daily Mail att 63 procent av de tillfrågade inte ansåg att homosexualitet borde vara ett brott, medan endast 36 procent höll med om att det borde vara det, även om 93 procent höll med om att homosexuella män var "i behov av medicinsk eller psykiatrisk behandling".

## Arvet
I tidskriften BBC History skrev Florence Sutcliffe-Braithwaite: "Detta var ett enormt viktigt ögonblick i homosexualitetens historia i Storbritannien – men det var inte ett ögonblick av plötslig frigörelse för homosexuella män – och det var inte heller meningen att det skulle vara det." En särskilt viktig konsekvens var den ökade mötesfriheten för grupper som arbetar för homosexuellas rättigheter, vilket ledde till en ökning av aktivism för homosexuellas rättigheter under 1970-talet. Omvänt skedde hårdare tag mot homosexuella aktiviteter som inte skyddades av lagen. Under decenniet efter att den antogs tredubblades åtalen för grov oanständighet som involverade män.
Ingen efterföljande omprövning av frågan om manlig homosexualitet i lagstiftningen ägde rum i England och Wales förrän i slutet av 1970-talet. År 1979 rekommenderade Home Office Policy Advisory Committee's Working Party rapport Age of Consent in relation to Sexual Crimes att åldern för samtycke för homosexuella handlingar skulle vara 18 år. Detta avvisades vid den tiden, delvis på grund av rädsla för att ytterligare avkriminalisering bara skulle tjäna till att uppmuntra yngre män att experimentera sexuellt med andra män, ett val som vissa vid den tiden hävdade skulle placera en sådan individ utanför samhället i stort.
Lagen utvidgades till att omfatta Skottland genom Criminal Justice (Scotland) Act 1980, som trädde i kraft den 1 februari 1981. Som ett resultat av 1981 års mål Dudgeon mot Storbritannien i Europadomstolen för de mänskliga rättigheterna utvidgades lagen till att även omfatta Nordirland i Homosexual Crimes (Northern Ireland) Order 1982.
År 2020 fann en begäran om informationsfrihet från journalister på The Mail on Sunday att Kungliga Myntverket hade avvisat planerna på att ge ut ett jubileumsmynt för att markera 50-årsdagen av antagandet av lagen 2015, och drog slutsatsen att det inte skulle vara "kommersiellt gångbart" på grund av en upplevd "brist på attraktionskraft" för myntet bland samlare.

### Ändringar
- Åldern för samtycke på 21 år för homosexuella män som fastställdes i 1967 års lag sänktes till 18 år genom Criminal Justice and Public Order Act 1994 efter att ett försök att utjämna åldern för samtycke med den heterosexuella åldern för samtycke på 16 år, som infördes som ett ändringsförslag av den dåvarande konservativa parlamentsledamoten Edwina Currie, misslyckades med knapp marginal. Denna lag utvidgade också definitionen av våldtäkt till att även omfatta våldtäkt mot män. Fram till dess hade de senare åtalats för sodomi.[30]
- År 2000 åberopades Parliament Acts 1911 och 1949 för att se till att Sexual Crimes (Amendment) Act 2000 antogs, som utjämnade åldern för sexuellt umgänge till 16 år för både homosexuella och heterosexuella beteenden i hela Storbritannien.
- Lagens begränsningar i privatlivet innebar att två män kunde ha sex, men en tredje person fick inte delta i sexet eller ens vara närvarande. Dessa restriktioner ansågs år 2000 strida mot den europeiska konventionen om skydd för de mänskliga rättigheterna och de grundläggande friheterna av Europadomstolen för de mänskliga rättigheterna.[31] Den brittiska regeringen har bringat lagen i England och Wales i överensstämmelse med denna dom genom Sexual Offences Act 2003, som utelämnade kraven på skydd av privatlivet för män av samma kön. (Sexuellt umgänge på en offentlig toalett gjordes till ett separat brott.)[32]
- Sexual Offences Act 2003 var visserligen föremål för viss kontrovers, men innebar en översyn av det sätt på vilket sexualbrott hanterades av polis och domstolar och ersatte bestämmelserna i Sexual Crimes Act 1956 och 1967 års lag, samtidigt som man behöll icke-kriminalisering av homosexualitet och en lika ålder för samtycke. Brotten grov oanständighet och buggeri, som fortfarande formellt var i kraft (även om de hade ersatts och i princip gjorts omöjliga att verkställa genom andra lagar) togs bort från lagstadgad lag. Till följd av 2003 års lag har den stora majoriteten av 1967 års lag upphävts.

### Överlevande sektion
Den enda paragraf i lagen som fortfarande är i kraft är 6§, där det anges att lokaler ska behandlas i enlighet med 33–35§§ av Sexual Crimes Act 1956 som en bordell "om människor tillgriper den i syfte att begå oanständiga homosexuella handlingar under omständigheter där tillflykten oanständiga heterosexuella sedvänjor skulle ha lett till att behandlas som en bordell i den mening som avses i dessa avsnitt".